# Колоњола (Маса-Карара)
Колоњола (итал. Colognola) је насеље у Италији у округу Маса-Карара, региону Тоскана.
Према процени из 2011. у насељу је живело 63 становника. Насеље се налази на надморској висини од 273 м.